# La Chapelle-Saint-Luc (tổng)
Tổng Chapelle-Saint-Luc là một tổng của Pháp nằm ở tỉnh Aube trong vùng Grand Est.
Tổng này được tổ chức xung quanh La Chapelle-Saint-Luc ở quận Troyes. 

## Hành chính
| Giai đoạn | Ủy viên                 | Đảng | Tư cách |
| --------- | ----------------------- | ---- | ------- |
| 2004-2010 | Marie-Françoise Pautras | PCF  |         |

## Các đơn vị hành chính
| Xã                    | Dân số     | Mã bưu chính | Mã insee |
| --------------------- | ---------- | ------------ | -------- |
| La Chapelle-Saint-Luc | 14 447 (1) | 10600        | 10081    |
| Les Noës-près-Troyes  | 3 466      | 10420        | 10265    |

(1) một phần xã.

## Thông tin nhân khẩu
| 1962                                                     | 1968 | 1975 | 1982 | 1990 | 1999   |
| -------------------------------------------------------- | ---- | ---- | ---- | ---- | ------ |
| -                                                        | -    | -    | -    | -    | 14 060 |
| Nombre retenu à partir de 1962 : dân số không tính trùng |      |      |      |      |        |